# Zemědělské zásobování a nákup

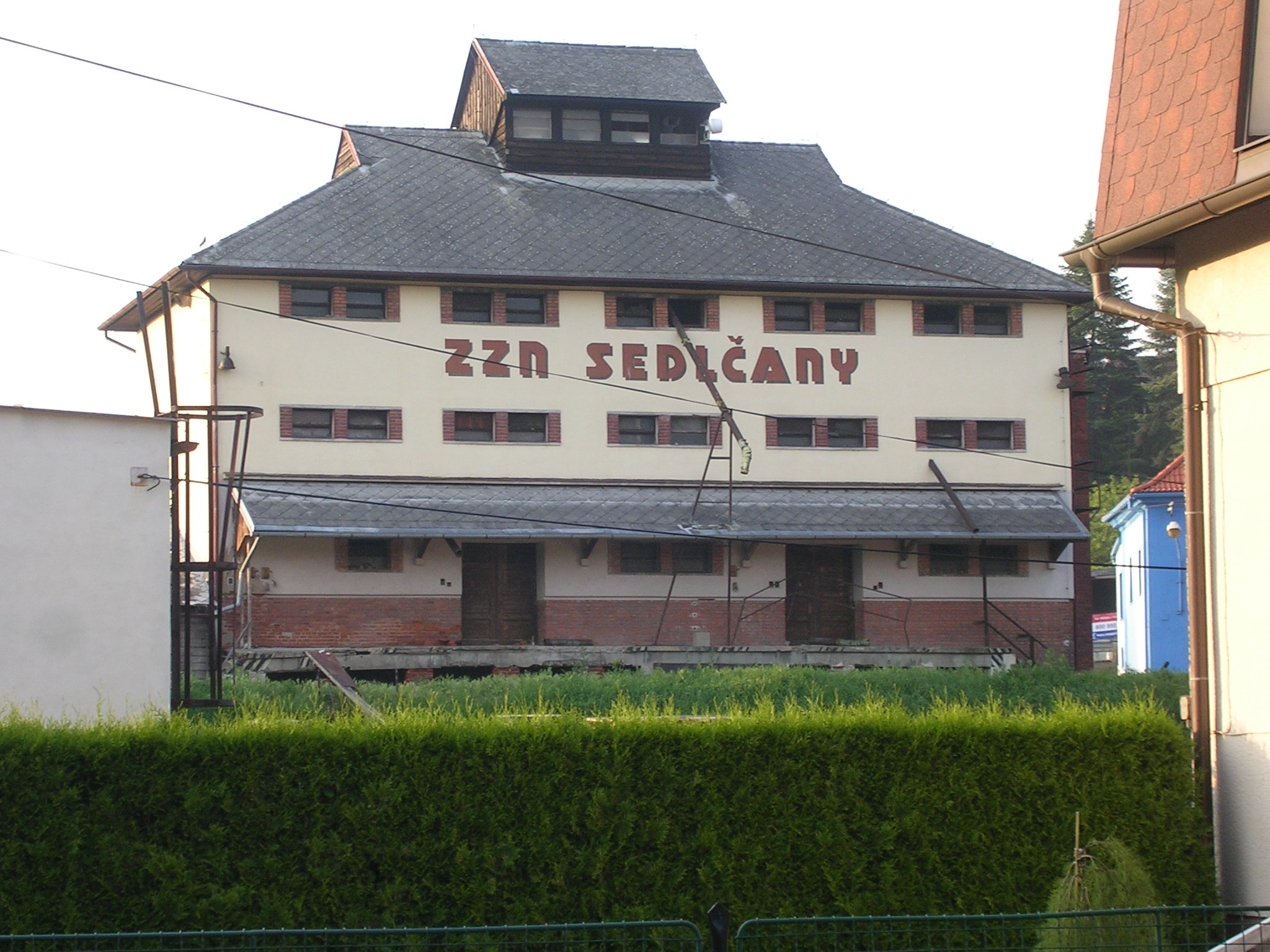
Bývalé ZZN Sedlčany, dnes Primagra a. s.

Zemědělské zásobování a nákup (ZZN) byl v době socialistického Československa standardní název národních podniků, vzniklých znárodněním dosavadních hospodářských skladištních družstev a podobných subjektů. Hospodářská družstva existovala ještě do 50. let, pak se transformovala na Krajské výkupní závody, n.p., ty se od roku 1960 nazývaly podle konkrétního kraje, např. Západočeský výkupní závod, n.p. Název Zemědělský nákupní a zásobovací podnik vznikl ještě později. Dosud je součástí názvu některých českých společností, dnes vesměs akciových, které zastřešuje Spolek pro komodity a krmiva (dříve Českomoravské sdružení organizací zemědělského zásobování a nákupu) se sídlem v Opletalově ulici v Praze. Sdružení mělo k březnu 2009 celkem 77 členů. 
Z členů Spolku pro komodity a krmiva (SKK) si tradiční zkratku nebo celý název zachovaly firmy: 
- AgroZZN, a.s. (Rakovník)
- ZZN Jihlava a.s.
- ZZN Pelhřimov a.s.
- ZZN Polabí, a.s.
- Zemědělské zásobování a nákup Strakonice a. s.
- ZZN Svitavy a.s.